# Neolamprologus bifasciatus
Neolamprologus bifasciatus és una espècie de peix de la família dels cíclids i de l'ordre dels perciformes.

## Morfologia
Els mascles poden assolir els cm de longitud total.

## Distribució geogràfica
És un endemisme del llac Tanganyika (República Democràtica del Congo)